# Charlotte Cavendish, Marchioness of Hartington

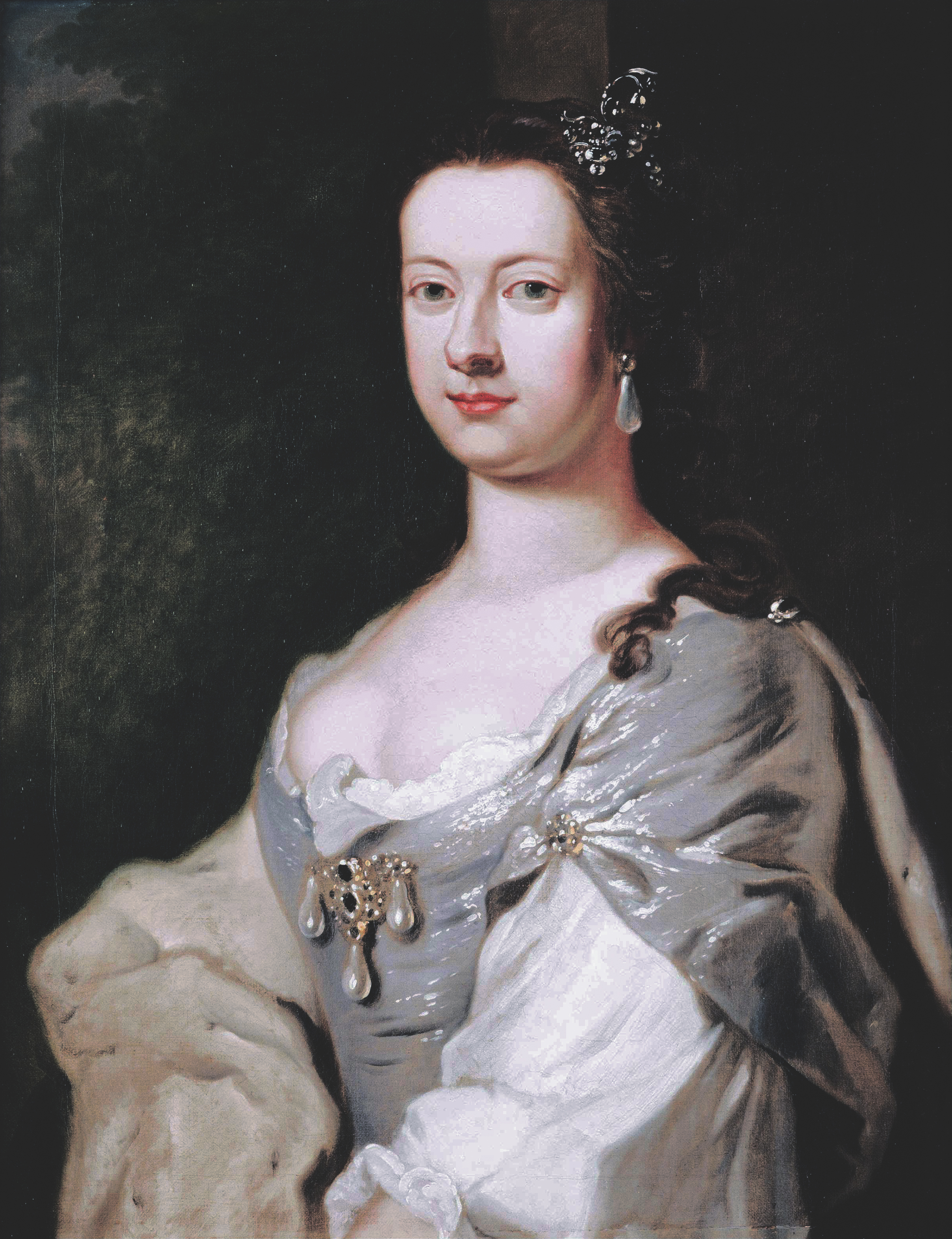
Charlotte Elizabeth Cavendish, Marchioness of Hartington, um 1748

Charlotte Elizabeth Cavendish, Marchioness of Hartington, 6. Baroness Clifford, (* 27. Oktober 1731 als Lady Charlotte Elizabeth Boyle in Barrowby, Lancashire; † 8. Dezember 1754 in Uppingham, Rutland) war eine britische Adlige.
Boyle war die Tochter von Richard Boyle, 3. Earl of Burlington, aus dessen Ehe mit Lady Dorothy Savile, Tochter des William Savile, 2. Marquess of Halifax. Sie hatte zwei ältere Schwestern, Lady Darothy Boyle und Lady Julianne Boyle, die beide jung und vor ihrem Vater starben.
Boyle heiratete am 28. März 1748 in Pall Mall den Politiker William Cavendish, Marquess of Hartington. Ihr Gatte erbte erst ein Jahr nach ihrem frühen Tod den Titel 4. Duke of Devonshire und war von 1756 bis 1757 britischer Premierminister. Aus der Ehe stammten folgende Kinder:
- William Cavendish, 5. Duke of Devonshire (1748–1811);
- Lady Dorothy Cavendish (1750–1794) ⚭ 1766 William Cavendish-Bentinck, 3. Duke of Portland;
- Lord Richard Cavendish (1751–1781);
- George Augustus Henry Cavendish, 1. Earl of Burlington (1754–1834).

Als einziges überlebendes Kind erbte sie beim Tod ihres Vaters 1753 dessen Adelstitel als 6. Baroness Clifford sowie dessen Besitzungen Chiswick House und Burlington House in London, Bolton Abbey und Londesborough Hall in Yorkshire und Lismore Castle im County Waterford in Irland. Sie führte aber weiterhin den vom Höflichkeitstitel ihres Mannes abgeleiteten Höflichkeitstitel Marchioness of Hartington, da dieser höherrangig war. Die übrigen Titel ihres Vaters waren ausschließlich in männlicher Linie vererbbar und erloschen bzw. fielen an einen entfernten Verwandten.
Sie starb im Alter von 23 Jahren an den Pocken und wurde in der Kathedrale von Derby bestattet. Ihr Adelstitel fiel daraufhin an ihren ältesten Sohn William als 7. Baron Clifford.